# تمثال الأسد

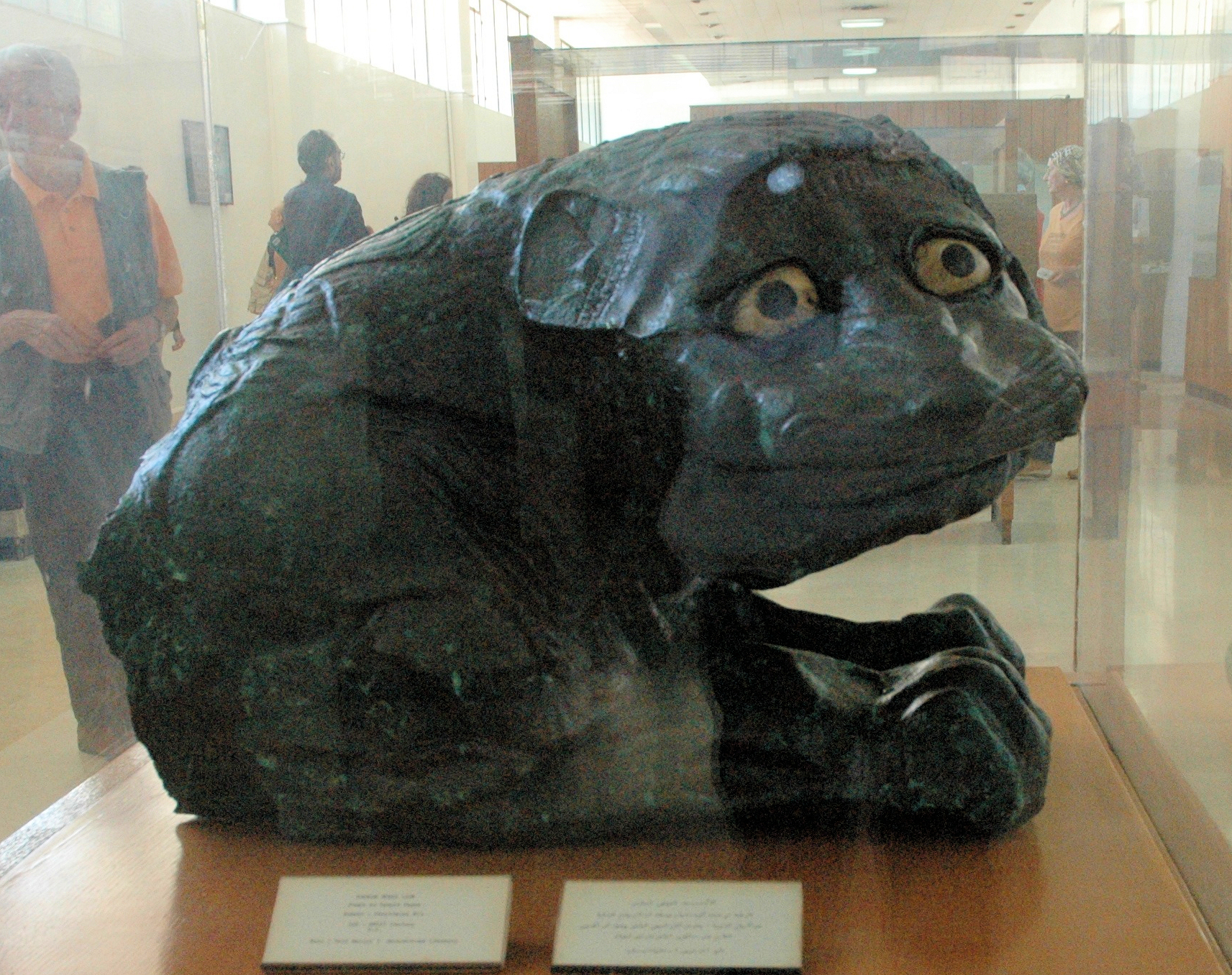
التمثال التوأم لتمثال الأسد، والمعروض في متحف حلب الوطني

هو تمثال برونزي عثر عليه في عام 1936 من قبل أندريه باروت في المعبد الأسود في ماري تل الحريري  في  سوريا وقد تضرر التمثال بعد أن تم سحقه أثناء تدمير الموقع ، ولم يتبق سوى الجزء الأمامي من الجسم ، وهو  معروض  حالياً في قسم الآثار في الشرق الأدنى في متحف اللوفر، كما يوجد تمثال توأم له معروض في المتحف الوطني في حلب.